# Alexander Pawlowitsch (Ingenieur)
Alexander Pawlowitsch (eigentlicher Name Alex Pawlowitsch) (* 20. März 1915 in Motrunki, Russisches Kaiserreich, heute Ukraine; † 24. Januar 1988 in Dresden) war ein deutscher Maschinenbauingenieur und Hochschullehrer für Strahltriebwerke, Thermodynamik und Technische Thermodynamik.

## Leben und Wirken
Pawlowitsch legte 1933 am Staatlichen Humanistischen Gymnasium „Stanisław Konarski“ in Dubno die Reifeprüfung ab. Anschließend studierte er Maschinenbau am Polytechnikum Warschau und am Polytechnikum Lemberg. 1940 setze er das Studium an der Deutschen Technischen Hochschule in Prag fort, wo er 1941 den Abschluss als Diplom-Ingenieur erlangte.
Nach dem Studium wurde er in der Flugmotorenindustrie eingesetzt und arbeitete 1941 als Ingenieur im Zweigwerk Basdorf der BMW-Flugmotorenwerke Brandenburg. 1943 wurde ihm die Leitung der Montageabteilung für BMW-Strahlturbinen in den in Zühlsdorf neu errichteten Entwicklungswerkstätten für Strahltriebwerke übertragen. Er beteiligte sich dort bis zum Kriegsende an der Weiterentwicklung des Triebwerks BMW 003.
Nach dem Zweiten Weltkrieg war Pawlowitsch bis 1946 als Planungsingenieur und Assistent des Technischen Leiters im BMW-Automobilwerk Eisenach bei der Einrichtung des zerstörten Werkes tätig und unterstützte dabei die Wiederaufnahme der Pkw-Nachkriegsproduktionen BMW 321/2 und BMW326/2, was erst mit dem SMAD-Befehl Nr. 93/45 vom 13. Oktober 1945 realisiert werden konnte.
1946 wurde er von der Sowjetischen Militäradministration (SMAD) im BMW-Entwicklungswerkes Unseburg bei Staßfurt, das unter sowjetischer Aufsicht stand, eingesetzt und war dort stellvertretender kaufmännischer Direktor. Das Werk gehörte als OKB-2 (russisch ОКБ, Abkürzung für Опытно-конструкторское бюро Opytno-konstruktorskoje bjuro „Experimental-Konstruktionsbüro“) zu den besonderen technischen Büros, die unter sowjetischer Aufsicht standen. Im Rahmen der Aktion Ossawakim wurde Pawlowitsch am 22. Oktober 1946 als einer der Wissenschaftler und Spezialisten für Flugzeugtechnik wie Gerhard Cordes, Karl Prestel, Rudolf Scheinost, Helmut Heinrich und Franz Bredendick zur Arbeit in der Sowjetunion zwangsverpflichtet. Zusammen mit anderen Mitarbeitern der ehemaligen BMW-Flugmotorenabteilung Staßfurt wurde er in der Abteilung Motorenkonstruktion des Werkes in Uprawlentscheski Gorodok bei Kujbyschew eingesetzt. Er arbeitete dort als Dolmetscher und Entwurfsingenieur und war an der Entwicklung und Konstruktion von Luftstrahl- und Propellertriebwerken beteiligt.
Im November 1953 konnte er mit seiner Familie zurückkehren und wurde 1954 wissenschaftlicher Mitarbeiter und Assistent bei Wilhelm Richter im Aerodynamischen Institut der neuen Fakultät für Leichtbau (1956 umbenannt in Fakultät für Luftfahrtwesen) der Technischen Hochschule Dresden. In der im Herbst 1954 innerhalb des Instituts gegründeten Abteilung Triebwerke gehörte Pawlowitsch zum Lehrkörper und erhielt ab März 1955 die Wahrnehmung einer Professur mit Lehrauftrag. Aus dieser Abteilung wurde zum November 1955 das Institut für Strahltriebwerke geschaffen, das von Rudolf Schmidt (1908–1997) geleitet wurde. Ab Dezember 1957 wurde Pawlowitsch der Auftrag zur Wahrnehmung einer Professur mit vollem Lehrauftrag erteilt. Er hielt Vorlesungen zur Thermodynamik der Strahltriebwerke. Die Fakultät für Luftfahrtwesen wurde nach dem Ministerratsbeschluss vom 13. Juli 1961 zur Auflösung der DDR-Luftfahrtindustrie am 31. August 1961 geschlossen und das Institut für Strahltriebwerke in die Fakultät Maschinenwesen der nunmehr als Technische Universität tätigen Bildungseinrichtung eingegliedert. 1963 erfolgte eine weitere Strukturänderung. Pawlowitsch wurde am Institut für Thermodynamik und Energiewirtschaft, das unter der Leitung von Norbert Elsner stand, zum Herbstsemester 1963 die Wahrnehmung einer Professur mit vollem Lehrauftrag zugewiesen. 1967 promovierte Pawlowitsch an diesem Institut mit der Dissertationsschrift Zur Analyse der Gasturbinen-Prozesse mit Hilfe von Wirkungszahlen zum Dr.-Ing. und wurde mit Wirkung vom 1. September 1967 zum Professor mit Lehrauftrag für Thermodynamik berufen.
Mit der 3. Hochschulreform 1968 wurde das Institut für Thermodynamik und Energiewirtschaft dem Wissenschaftsbereich Wärmetechnik und Technische Gebäudeausrüstung innerhalb der neuen Sektion Energieumwandlung der Universität zugeordnet. Nach den Neuregelungen in der Hochschullehrerberufungsverordnung wurde Pawlowitsch mit Wirkung vom 1. September 1969 zum ordentlichen Professor für Energieumwandlung (Technische Thermodynamik) berufen und war bis zu seiner Emeritierung im September 1980 an der Sektion Energieumwandlung tätig. Er arbeitete auf den Gebieten der Prozessthermodynamik und Wärmeübertragung. Zu seinen Forschungstätigkeiten gehörte die Modellierung realer Gasturbinenprozesse.
Pawlowitsch engagierte sich für die Weiterentwicklung der Ausbildung an der Technischen Universität Dresden. So verfasste er gemeinsam mit Elsner eine Abhandlung über den Beitrag der Technischen Thermodynamik für die moderne Ingenieurausbildung. Auch nach seiner Emeritierung bereitete er Material über die Entwicklung der Thermodynamik der Dresdner Schule auf.

## Schriften (Auswahl)
- Über die Thermodynamik der Strahlturbine mit Berücksichtigung der einfachen Nachverbrennung. In: Die Technik. 13. Jahrgang, Nr. 5 und Nr. 6, Berlin 1958, ISSN 0040-1099, S. 358–362 und S. 430–438.
- Über die Hauptkennwerte der Flugtriebwerke. In: Deutsche Flugtechnik. 5. Jahrgang, Nr. 5, Berlin 1961, OCLC 311986482, S. 175–184.
- Zur Frage des effektiven Wirkungsgrades von Luftstrahltriebwerken. In: Wissenschaftliche Zeitschrift der Technischen Universität Dresden. 13. Jahrgang, Nr. 4, Dresden 1964, ISSN 0043-6925, S. 1126–1135.
- Kreisprozeßcharakteristiken zur Untersuchung des Joule-Prozesses in seiner Anwendung auf Prozesse in Luftstrahltriebwerken. In: Wissenschaftliche Zeitschrift der Technischen Universität Dresden. 15. Jahrgang, Nr. 1, Dresden 1966, ISSN 0043-6925, S. 83–88.
- Über die Empfindlichkeit der Hauptkennwerte von Gasturbinenanlagen mit offenem Kreislauf auf Änderungen der die Auslegungsrechnungen beeinflussenden Parameter. In: Wissenschaftliche Zeitschrift der Technischen Universität Dresden. 17. Jahrgang, Nr. 4, Dresden 1968, ISSN 0043-6925, S. 875–886.
- Zur Frage der Aufstellung und Anwendung einiger wichtiger Differentialgleichungen der Technischen Thermodynamik. In: Wissenschaftliche Zeitschrift der Technischen Universität Dresden. 19. Jahrgang, Nr. 2, Dresden 1970, ISSN 0043-6925, S. 431–439.[2]
- Richard Lenk (Hrsg.), Walter Gellert (Hrsg.): Brockhaus ABC – Physik. Band 1 und, Band 2, Brockhaus, Leipzig 1972–1973, DNB 730278751 und DNB 740023144 (Stichwörter über Luftstrahl und Raketentriebwerke).[23]
- Technische Thermodynamik II. Deutscher Verlag für Grundstoffindustrie, Leipzig 1974, DNB 200263811 (Mitwirkender im Autorenkollektiv).[23]
- Zum wissenschaftlichen Schaffen Gustav Zeuners aus heutiger Sicht. In: Maschinenbau-Technik. 27. Jahrgang, Nr. 11, Berlin 1978, ISSN 0025-4495, S. 484–487.
- Zur Geschichte der Wasserdampftafeln mit besonderer Hervorhebung der Leistungen sowjetischer Thermodynamiker. In: Wissenschaftliche Zeitschrift der Technischen Universität Dresden. 27. Jahrgang, Nr. 5, Dresden 1978, ISSN 0043-6925, S. 981–992.
- „Réflexions ...“ von Carnot im gegenwärtigen Naturverständnis. Zur 150. Wiederkehr des Todestages von Nicolas Léonard Sadi Carnot. In: Wissenschaftliche Zeitschrift der Technischen Universität Dresden. 31. Jahrgang, Nr. 2, Dresden 1982, ISSN 0043-6925, S. 81–89.